# Троицкий камерный хор
Троицкий камерный хор (полное название: Троицкий камерный хор Троицкого Центра культуры и творчества) — один из ведущих творческих коллективов города Троицка Московской области (с 2012 года Троицк вошел в «Новую Москву»), народный коллектив (1987), лауреат международных и всероссийских конкурсов (1988—2007).

## История
Троицкий камерный хор был основан в 1978 году при Доме учёных г. Троицка. Его первым руководителем была Ирина Магдевич. В состав хора входили главным сотрудники институтов города: ученые, инженеры, конструкторы. Коллектив с успехом выступал на концертных площадках г. Троицка и Московской области.
В марте 1987 года хор возглавил выпускник Московской государственной консерватории Илья Вашерук. В коллектив хора влились музыканты-педагоги музыкальных школ г. Троицка, что позволило усилить репертуар более сложными произведениями — лучшими образцами российских и зарубежных хоровых партитур, обработками народных песен.
В ноябре 1987 года хору было присвоено звание Народного коллектива.
За последующие 10 лет коллектив неоднократно выступал на сценах Москвы и Подмосковья, принимал участие в российских и международных конкурсах, выезжал в заграничные гастроли, записал свой первый компакт-диск.
В марте 2001 года коллектив возглавил Алексей Малый, выпускник Российской Академии музыки, лауреат Всероссийского конкурса хоровых дирижеров. Под его руководством хор получил новый качественный импульс в развитии, поднявшись в своем звучании до уровня профессионального коллектива. За эти годы хор побывал с гастрольными поездками в Японии, Швеции, Италии, Болгарии, принял участие во всероссийских и международных конкурсах, выпустил еще 3 компакт-диска.

Хор активно сотрудничает с современными композиторами, которые пишут произведения специально для коллектива. В частности, многолетнее творческое содружество связывает Троицкий камерный хор с вологодским композитором Михаилом Гоголиным, а также с болгарским композитором Георгием Поповым.
В сентябре 2019 года коллектив возглавил Максим Попов,  выпускник Московской государственной консерватории. Он стал главным дирижером и художественным руководителем. Хормейстером коллектива стал его брат, Антон Попов. Под их руководством хор принял участие в множестве конкурсов (Москва, Подольск, Санкт-Петерург, Царское Село, Калининград), получил звание "Ведущий творческий коллектив г. Москвы" (2020 и 2021 г.г.). В 2022 году коллектив вышел в полуфинал всероссийского конкурса "Битва хоров" и принял участие концерте коллективов, проходившем на главной сцене ВДНХ.
В сентябре 2022 года на вместо Максима Попова, продолжившего обучение в ассистентуре МГК им. Чайковского, главным дирижёром Троицкого камерного хора стал Антон Попов.

## Руководители и хормейстеры
Дирижеры
- 1978—1987 Ирина Магдевич
- 1987—2000 Илья Вашерук[1]
- 2001 — 2019 Алексей Малый
- 2019 — 2022 Максим Попов
- 2022 — по настоящее время Антон Попов

Хормейстеры
- 2001—2006 Денис Анзигитов
- 2006—2010 Артем Павлов
- 2010 — 2018 Анастасия Браудо
- 2019 — 2022 Антон Попов
- 2022 — по настоящее время Сергей Рубин

## Репертуар
В репертуар коллектива входят авторские произведения духовной и светской музыки, академические обработки народных песен, эстрадные произведения в переложении для хора а-капелла.
С полным перечнем произведений, исполняемых коллективом, можно познакомиться в соответствующем разделе сайта хора.

## Участие в фестивалях и конкурсах
За годы своей творческой деятельности Троицкий Камерный Хор принимал участие в большом количестве различных хоровых мероприятиях. Ниже перечислены немногие из них, но наиболее значимые для коллектива:
- Международный фестиваль православной музыки «Св. Богородице — достойно есть»[2] (2004—2016)
- Международный Фестиваль Chorus Inside (2008)[3]
- Проект «ХОРОВОЙ ЭКСПРЕСС» Москва-Вологда-Ярославль (2015)[4]

## Записи коллектива
За время своего существования хор выпустил 4 компакт-диска:
- «Избранные хоровые произведения» (1998)
- «От сердца к сердцу» (2000)
- «Русская духовная музыка» (2004)
- «Духовная музыка XXI века» (2006)

На дисках представлены произведения духовной и светской музыки, народные песни.
На странице коллектива можно ознакомиться с произведениями, записанными хором.